# King of Pro-Wrestling (2024)
L'édition 2024 de King of Pro-Wrestling est un Pay-per-view de catch (lutte professionnelle) produit par la promotion japonaise New Japan Pro-Wrestling. L'événement a eu lieu le 14 octobre 2024 au Ryōgoku Kokugikan à Tokyo, au Japon. Il s'agit de la 9e édition de King of Pro-Wrestling qui fait son retour après 5 ans d'absence.

## Contexte
Les spectacles de la New Japan Pro Wrestling (NJPW) sont constitués de matchs aux résultats prédéterminés par les scénaristes de la compagnie. Ces rencontres sont justifiées par des storylines – une rivalité avec un catcheur, la plupart du temps – ou par des qualifications survenues dans les shows de la NJPW. Tous les catcheurs possèdent une gimmick, c'est-à-dire qu'ils incarnent un personnage gentil (Face) ou méchant (Heel), qui évolue au fil des rencontres. Un événement comme King of Pro-Wrestling est donc un événement tournant pour les différentes storylines en cours.

## Tableau des matchs
| Ordre par numéros                                                                         | Résultat | Stipulation(s)                                                        | Temps |
| ----------------------------------------------------------------------------------------- | --- | --------------------------------------------------------------------- | ----- |
| 1                                                                                         | Hiromu Takahashi bat Místico par soumission | Match simple                                                          | 8:01  |
| 2                                                                                         | Intergalactic Jet Setters (Kevin Knight et Kushida) bat Bullet Club War Dogs (Clark Connors et Drilla Moloney) (c)                                  | Tag Team match pour les IWGP Junior Heavyweight Tag Team Championship | 12:21 |
| 3                                                                                         | TMDK (Mikey Nicholls et Shane Haste) (c) bat Bullet Club The Rogue Army (Bad Luck Fale et Caverman Ugg)                                             | Tag Team match pour les IWGP Tag Team Championship                    | 7:49  |
| 4                                                                                         | Shingo Takagi (c) bat Ryohei Oiwa | Match simple pour le NEVER Openweight Championship                    | 10:42 |
| 5                                                                                         | Ren Narita bat Jeff Cobb (c) et Yota Tsuji | 3-Way match pour le NJPW World Television Championship                | 12:27 |
| 6                                                                                         | Hiroshi Tanahashi, Shota Umino et El Phantasmo (avec Jado) battent House of Torture (Evil, Yujiro Takahashi et Yoshinobu Kanemaru) (avec Dick Togo) | 6-Man Tag Team match                                                  | 9:05  |
| 7                                                                                         | Douki (c) bat Sho | Match simple pour le IWGP Junior Heavyweight Championship             | 0:14  |
| 8                                                                                         | David Finlay (c) (avec Gedo) bat Hirooki Goto | Match simple pour le IWGP Global Heavyweight Championship             | 16:58 |
| 9                                                                                         | Zack Sabre Jr bat Tetsuya Naitō (c) | Match simple pour le IWGP World Heavyweight Championship              | 24:41 |
| La lettre C placée entre parenthèses désigne la personne ou l’équipe championne en titre. | |                                                                       |       |